# WTA-toernooi van Barcelona
Het WTA-toernooi van Barcelona is een voormalig tennistoernooi voor vrouwen dat werd georganiseerd in de Spaanse stad Barcelona. Oorspronkelijk begonnen als het "Spaans Open", droeg het toernooi laatstelijk als officiële naam: Barcelona Ladies Open.
De WTA organiseerde het toernooi dat in de categorie International viel en werd gespeeld op gravel. De eerste editie werd in 1971 gehouden. Het toernooi is niet georganiseerd in de jaren 1981 tot en met 1984, in 1987 en van 1996 tot en met 2006. De laatste editie werd in 2012 gespeeld. Om financiële redenen werd het toernooi in 2013 niet gecontinueerd.

## Officiële toernooinamen
Het toernooi heeft meerdere namen gekend, afhankelijk van de hoofdsponsor:
- 1971–1980: Spanish International Open Championships
- 1985: Barcelona
- 1986–1991: International Championship of Spain
- 1992: Open Seat of Spain
- 1993–1994: International Championship of Spain
- 1995: Ford International Championships of Spain
- 1996–2003: (vervangen door het WTA-toernooi van Madrid)
- 2007–2008: Barcelona KIA
- 2009–2012: Barcelona Ladies Open

## Finales

### Enkelspel
| Datum      | Naam                        | Cat.               | ($)                | Ondergrond         | Winnares              | Verliezend finaliste   | Uitslag            |                    |
| ---------- | --------------------------- | ------------------ | ------------------ | ------------------ | --------------------- | ---------------------- | ------------------ | ------------------ |
| 1971-10-18 | Spanish Open                |                    |                    | gravel, buiten     | Helga Hösl            | María Pinto Bravo      | 6-2, 6-1           |                    |
| 1972-10-16 | Spanish Open                |                    |                    | gravel, buiten     | Gail Sherriff         | Nathalie Fuchs         | 6-1, 6-4           |                    |
| 1973-10-08 | Spanish Open                |                    |                    | gravel, buiten     | Helga Hösl            | Nathalie Fuchs         | 6-2, 7-5           |                    |
| 1974-10-14 | Spanish Open                |                    |                    | gravel, buiten     | Nathalie Fuchs        | Glynis Coles           | 7-5, 8-6           |                    |
| 1975-10-13 | Spanish Open                |                    |                    | gravel, buiten     | Janice Metcalf        | Iris Riedel            | 4-6, 6-1, 6-4      |                    |
| 1976-10-18 | Spanish Open                |                    |                    | gravel, buiten     | Renáta Tomanová       | Virginia Ruzici        | 3-6, 6-4, 6-2      |                    |
| 1977-10-17 | Spanish Open                |                    |                    | gravel, buiten     | Regina Maršíková      | Mariana Simionescu     | 6-3, 6-4           |                    |
| 1978-10-09 | Spanish Open                |                    |                    | gravel, buiten     | Hana Mandlíková       | Sabina Simmonds        | 6-1, 5-7, 6-3      |                    |
| 1979-10-08 | Spanish Open                |                    |                    | gravel, buiten     | Lena Sandin           | Iva Budařová           | ?                  |                    |
| 1980-10-06 | Spanish Open                |                    |                    | gravel, buiten     | Nora Lauteslager-Blom | Carmen Perea           | 7-6, 6-3           |                    |
| 1981–1984  | niet georganiseerd          | niet georganiseerd | niet georganiseerd | niet georganiseerd | niet georganiseerd    | niet georganiseerd     | niet georganiseerd | niet georganiseerd |
| 1985-05-06 | Barcelona                   |                    | 50.000             | gravel, buiten     | Sandra Cecchini       | Raffaella Reggi        | 6-3, 6-4           | details            |
| 1986-05-05 | Int'l Champ's of Spain      |                    | 50.000             | gravel, buiten     | Petra Huber           | Laura Garrone          | 7-6, 6-0           | details            |
| 1987       | niet georganiseerd          | niet georganiseerd | niet georganiseerd | niet georganiseerd | niet georganiseerd    | niet georganiseerd     | niet georganiseerd | niet georganiseerd |
| 1988-04-25 | Int'l Champ's of Spain      | Tier V             | 50.000             | gravel, buiten     | Niége Dias            | Bettina Fulco-Villella | 6-3, 6-3           | details            |
| 1989-04-24 | Int'l Champ's of Spain      | Tier V             | 100.000            | gravel, buiten     | Arantxa Sánchez       | Helen Kelesi           | 6-2, 5-7, 6-1      | details            |
| 1990-04-23 | Int'l Champ's of Spain      | Tier IV            | 150.000            | gravel, buiten     | Arantxa Sánchez       | Isabel Cueto           | 6-4, 6-2           | details            |
| 1991-04-22 | Int'l Champ's of Spain      | Tier III           | 225.000            | gravel, buiten     | Conchita Martínez     | Manuela Maleeva        | 6-4, 6-1           | details            |
| 1992-04-20 | Open Seat of Spain          | Tier III           | 225.000            | gravel, buiten     | Monica Seles          | Arantxa Sánchez        | 3-6, 6-2, 6-3      | details            |
| 1993-04-19 | Int'l Champ's of Spain      | Tier II            | 375.000            | gravel, buiten     | Arantxa Sánchez       | Conchita Martínez      | 6-1, 6-4           | details            |
| 1994-04-18 | Int'l Champ's of Spain      | Tier II            | 400.000            | gravel, buiten     | Arantxa Sánchez       | Iva Majoli             | 6-0, 6-2           | details            |
| 1995-04-24 | Ford Int'l Champ's of Spain | Tier II            | 430.000            | gravel, buiten     | Arantxa Sánchez       | Iva Majoli             | 5-7, 6-0, 6-2      | details            |
| 1996–2006  | niet georganiseerd          | niet georganiseerd | niet georganiseerd | niet georganiseerd | niet georganiseerd    | niet georganiseerd     | niet georganiseerd | niet georganiseerd |
| 2007-06-11 | Barcelona KIA               | Tier IV            | 145.000            | gravel, buiten     | Meg Shaughnessy       | Edina Gallovits        | 6-3, 6-2           | details            |
| 2008-06-09 | Barcelona KIA               | Tier IV            | 145.000            | gravel, buiten     | Maria Kirilenko       | MJ Martínez Sánchez    | 6-0, 6-2           | details            |
| 2009-04-13 | Barcelona Ladies Open       | International      | 220.000            | gravel, buiten     | Roberta Vinci         | Maria Kirilenko        | 6-0, 6-4           | details            |
| 2010-04-12 | Barcelona Ladies Open       | International      | 220.000            | gravel, buiten     | Francesca Schiavone   | Roberta Vinci          | 6-1, 6-1           | details            |
| 2011-04-25 | Barcelona Ladies Open       | International      | 220.000            | gravel, buiten     | Roberta Vinci         | Lucie Hradecká         | 4-6, 6-2, 6-2      | details            |
| 2012-04-09 | Barcelona Ladies Open       | International      | 220.000            | gravel, buiten     | Sara Errani           | Dominika Cibulková     | 6-2, 6-2           | details            |

### Dubbelspel
| Datum      | Naam                                                                | Cat.                                                                | ($)                                                                 | Ondergrond                                                          | Winnaressen                                                         | Verliezend finalistes                                               | Uitslag                                                             |                                                                     |
| ---------- | ------------------------------------------------------------------- | ------------------------------------------------------------------- | ------------------------------------------------------------------- | ------------------------------------------------------------------- | ------------------------------------------------------------------- | ------------------------------------------------------------------- | ------------------------------------------------------------------- | ------------------------------------------------------------------- |
| 1971-10-18 | Spanish Open                                                        |                                                                     |                                                                     | gravel, buiten                                                      | Margot Gisbert Helga Hösl                                           | María Pinto Bravo Cynthia Sieler                                    | 6-4, 6-2                                                            |                                                                     |
| 1972-10-16 | Spanish Open                                                        |                                                                     |                                                                     | gravel, buiten                                                      | Gail Sherriff Nathalie Fuchs                                        | Michèle Gurdal Monique Van Haver                                    | 6-4, 6-2                                                            |                                                                     |
| 1973-10-08 | Spanish Open                                                        |                                                                     |                                                                     | gravel, buiten                                                      | Vicky Baldovinos Mimmi Wikstedt                                     | Nathalie Fuchs Michèle Gurdal                                       | 8-6, 6-4                                                            |                                                                     |
| 1974-10-14 | Spanish Open                                                        |                                                                     |                                                                     | gravel, buiten                                                      | Lindsey Beaven Isabel Fernández                                     | Mirka Koželuhová Renáta Tomanová                                    | 7-9 10-8 6-2                                                        |                                                                     |
| 1975-10-13 | Spanish Open                                                        |                                                                     |                                                                     | gravel, buiten                                                      |                                                                     |                                                                     |                                                                     |                                                                     |
| 1976-10-18 | Spanish Open                                                        |                                                                     |                                                                     | gravel, buiten                                                      | Florentsa Mihai Virginia Ruzici                                     | Nathalie Fuchs Michèle Gurdal                                       | 6-2, 6-4                                                            |                                                                     |
| 1977–1980  | uitslag niet bekend; wellicht dubbelspeltoernooi niet georganiseerd | uitslag niet bekend; wellicht dubbelspeltoernooi niet georganiseerd | uitslag niet bekend; wellicht dubbelspeltoernooi niet georganiseerd | uitslag niet bekend; wellicht dubbelspeltoernooi niet georganiseerd | uitslag niet bekend; wellicht dubbelspeltoernooi niet georganiseerd | uitslag niet bekend; wellicht dubbelspeltoernooi niet georganiseerd | uitslag niet bekend; wellicht dubbelspeltoernooi niet georganiseerd | uitslag niet bekend; wellicht dubbelspeltoernooi niet georganiseerd |
| 1981–1984  | niet georganiseerd                                                  | niet georganiseerd                                                  | niet georganiseerd                                                  | niet georganiseerd                                                  | niet georganiseerd                                                  | niet georganiseerd                                                  | niet georganiseerd                                                  | niet georganiseerd                                                  |
| 1985-05-06 | Barcelona                                                           |                                                                     | 50.000                                                              | gravel, buiten                                                      | P Jauch-Delhees Patricia Medrado                                    | Penny Barg A Villagrán-Reami                                        | 6-1, 6-0                                                            | details                                                             |
| 1986-05-05 | Int'l Champ's of Spain                                              |                                                                     | 50.000                                                              | gravel, buiten                                                      | Iva Budařová Catherine Tanvier                                      | Petra Huber Petra Keppeler                                          | 6-2, 6-1                                                            | details                                                             |
| 1987       | niet georganiseerd                                                  | niet georganiseerd                                                  | niet georganiseerd                                                  | niet georganiseerd                                                  | niet georganiseerd                                                  | niet georganiseerd                                                  | niet georganiseerd                                                  | niet georganiseerd                                                  |
| 1988-04-25 | Int'l Champ's of Spain                                              | Tier V                                                              | 50.000                                                              | gravel, buiten                                                      | Iva Budařová Sandra Wasserman                                       | Anna-Karin Olsson María José Llorca                                 | 1-6, 6-3, 6-2                                                       | details                                                             |
| 1989-04-24 | Int'l Champ's of Spain                                              | Tier V                                                              | 100.000                                                             | gravel, buiten                                                      | Jana Novotná T Scheuer-Larsen                                       | Arantxa Sánchez Judith Wiesner                                      | 6-2, 2-6, 7-6                                                       | details                                                             |
| 1990-04-23 | Int'l Champ's of Spain                                              | Tier IV                                                             | 150.000                                                             | gravel, buiten                                                      | Mercedes Paz Arantxa Sánchez                                        | Sabrina Goleš Patricia Tarabini                                     | 6-7, 6-2, 6-1                                                       | details                                                             |
| 1991-04-22 | Int'l Champ's of Spain                                              | Tier III                                                            | 225.000                                                             | gravel, buiten                                                      | M Navrátilová Arantxa Sánchez                                       | Nathalie Tauziat Judith Wiesner                                     | 6-1, 6-3                                                            | details                                                             |
| 1992-04-20 | Open Seat of Spain                                                  | Tier III                                                            | 225.000                                                             | gravel, buiten                                                      | Conchita Martínez Arantxa Sánchez                                   | Nathalie Tauziat Judith Wiesner                                     | 6-4, 6-1                                                            | details                                                             |
| 1993-04-19 | Int'l Champ's of Spain                                              | Tier II                                                             | 375.000                                                             | gravel, buiten                                                      | Conchita Martínez Arantxa Sánchez                                   | Magdalena Maleeva Manuela Maleeva                                   | 4-6, 6-1, 6-0                                                       | details                                                             |
| 1994-04-18 | Int'l Champ's of Spain                                              | Tier II                                                             | 400.000                                                             | gravel, buiten                                                      | Larisa Neiland Arantxa Sánchez                                      | Julie Halard Nathalie Tauziat                                       | 6-2, 6-4                                                            | details                                                             |
| 1995-04-24 | Ford Int'l Champ's of Spain                                         | Tier II                                                             | 430.000                                                             | gravel, buiten                                                      | Larisa Neiland Arantxa Sánchez                                      | Mariaan de Swardt Iva Majoli                                        | 7-5, 4-6, 7-5                                                       | details                                                             |
| 1996–2006  | niet georganiseerd                                                  | niet georganiseerd                                                  | niet georganiseerd                                                  | niet georganiseerd                                                  | niet georganiseerd                                                  | niet georganiseerd                                                  | niet georganiseerd                                                  | niet georganiseerd                                                  |
| 2007-06-11 | Barcelona KIA                                                       | Tier IV                                                             | 145.000                                                             | gravel, buiten                                                      | N Llagostera Vives A Parra Santonja                                 | Lourdes Domínguez Flavia Pennetta                                   | 7-6, 2-6, [12-10]                                                   | details                                                             |
| 2008-06-09 | Barcelona KIA                                                       | Tier IV                                                             | 145.000                                                             | gravel, buiten                                                      | Lourdes Domínguez A Parra Santonja                                  | N Llagostera Vives MJ Martínez Sánchez                              | 4-6, 7-5, [10-4]                                                    | details                                                             |
| 2009-04-13 | Barcelona Ladies Open                                               | International                                                       | 220.000                                                             | gravel, buiten                                                      | N Llagostera Vives MJ Martínez Sánchez                              | Sorana Cîrstea Andreja Klepač                                       | 3-6, 6-2, [10-8]                                                    | details                                                             |
| 2010-04-12 | Barcelona Ladies Open                                               | International                                                       | 220.000                                                             | gravel, buiten                                                      | Sara Errani Roberta Vinci                                           | Timea Bacsinszky Tathiana Garbin                                    | 6-1, 3-6, [10-2]                                                    | details                                                             |
| 2011-04-25 | Barcelona Ladies Open                                               | International                                                       | 220.000                                                             | gravel, buiten                                                      | Iveta Benešová B Záhlavová-Strýcová                                 | Natalie Grandin Vladimíra Uhlířová                                  | 5-7, 6-4, [11-9]                                                    | details                                                             |
| 2012-04-09 | Barcelona Ladies Open                                               | International                                                       | 220.000                                                             | gravel, buiten                                                      | Sara Errani Roberta Vinci                                           | Flavia Pennetta Francesca Schiavone                                 | 6-0, 6-2                                                            | details                                                             |